# Мојмир II
Мојмир II (? - 906?) је био последњи кнез Велике Моравске, који је владао од 894. године до своје смрти.
Био је син великоморавског жупана Сватоплука I. 894. године је наследио његово престо. Истовремено је Кнежевина Нитранска дата као апанажа његовом брату Сватоплуку II. То је искористио источнофраначки краљ Арнулф Карантанијски како би Сватоплука потстакао да 895. дигне устанак против брата. Грађански рат, али и напади Угара са истока, значајно су ослабили Велику Моравску, која је одмах почела губити територије. 894. је Источним Францима морала бити предата од Мађара опустошена Балатонска кнежевина, а 895. се од Велике Моравске одвојила Чешка и постала источнофраначки вазал. Године 897. је исто учинила и Лужица. У међувремену су се, 896. године у Панонској низији Угари трајно населили.
Након почетних неуспеха Мојмир је привремено успео да консолидује своју власт. 898. године је позвао папу да му пошаље нове свештенике, како би сузбио утицај баварских свештеника. Исте је године успео поразити и заробити свог брата Сватоплука II, иако је он успео да побегне и заробљеништва у Швабију. Око године 900. је заједно са Мађарима склопио савез и нападао Баварску. Због тога су Источни Франци 901. године склопили савез са Мојмиром, а он се такође помирио са братом. 902. и 906. је одбио мађарске нападе, а 904. чак помагао Баварцима.
Када је Мојмир умро није забележено. Међутим, с обзиром да се не спомиње у записима који описују велики баварски пораз од Мађара у бици код Братиславе 907. године, претпоставља се да је умро те или претходне године. Његова држава се већ тада или непосредно касније распала. Највећи део територије су поделили Мађари и новостворена Краљевина Чешка. У планинама, које се налазе у данашњој Словачкој су неколико деценија касније владали независни владари.

## Породично стабло
|  |                |  |  |  |  |  |  |  |  |  |  |  |  |  |  |  |
|  | 2. Сватоплук I |  |  |  |  |  |  |  |  |  |  |  |  |  |  |  |
|  |                |  |  |  |  |  |  |  |  |  |  |  |  |  |  |  |
|  |                |  |  |  |  |  |  |  |  |  |  |  |  |  |  |  |
|  | 1. Мојмир II   |  |  |  |  |  |  |  |  |  |  |  |  |  |  |  |
|  |                |  |  |  |  |  |  |  |  |  |  |  |  |  |  |  |
|  |                |  |  |  |  |  |  |  |  |  |  |  |  |  |  |  |
|  | 3.             |  |  |  |  |  |  |  |  |  |  |  |  |  |  |  |
|  |                |  |  |  |  |  |  |  |  |  |  |  |  |  |  |  |
|  |                |  |  |  |  |  |  |  |  |  |  |  |  |  |  |  |